# Agut (medicina)
En medicina, un trastorn, procés o malaltia, de tipus agut és aquell que té aquestes característiques:
- un començament ràpid
- una durada curta.

Per oposició es fa servir el terme crònic.
Aquest adjectiu forma part de la definició d'unes quantes malalties i s'incorpora en el seu nom. Per exemple, faringitis aguda, apendicitis aguda, etc. Popularment el terme 'agut' pot ser confós amb el terme greu o sever, que descriu un procés diferent.